# Спомен-медаље ЈНА
Спомен-медаље ЈНА биле су јубиларне спомен-медаље које су додељиване поводом обележавања десетогодишњица Југословенске народне армије (ЈНА) — десете (1951), двадесете (1961), тридесете (1971), четрдесете (1981) и педесете (1991). Додељиване су свим активним официрима и подофицирима ЈНА на свечаностима поводом Дана армије, 22. децембра. Медаље нису настале путем законских одредби, одлука или решења, него као пропратна декорација. Све медаље су израђиване у Индустрија и ковници (ИКОМ) из Загреба.
Поред ових медаља, поводом Дана победе над фашизмом, установљена је 1975. спомен-медаља за 30 година победе над фашизмом.
Спомен-медаље су као и друга одликовања СФР Југославије имала заменске траке, која су се приликом постављања на униформу стављале иза заменских трака одликовања. Попут осталих одликовања на врпцу, носила су се на левој страни груди.

## 10 година ЈА
Медаља је искована од легуре и позлаћена. На лицу медаље приказана су попрсја два војника у левом профилу. Један од војника има партизанску капу на глави, а пушку је положио водоравно преко десног рамена. Други војник, који је у првом плану, носи шљем на глави, а пушку носи прописно о десном рамену. Овај приказ је изгледа, покушавао истакнути разлику између партизанског борца из 1941. и савременог војника из послератног времена. Лево од војника је гранчица ловора. У позадини се вијоре две заставе, предња с петокраком звездом и годинама 1941—1951, а задња са српом и чекићем.
На наличју медаље, у средини је латинични натпис у четири реда: ДЕСЕТО/ ГОДИШЊИЦА / ЈУГОСЛОВЕНСКЕ/ АРМИЈЕ. У доњој половици медаље уз ивицу је полувенац од две ловорове гранчице. Медаља виси на троугластој траки црвене boje. Медаља је промера 37мм. Трака је широка 40 мм.
Минијатура Спомен-медаље 10. годишњице ЈНА. Израђена је од томбака и позлаћена. Као Спомен-медаља, али знатно умањена. Виси о четвероуглој умањеној траци која је причвршћена на металну плочицу са иглом на полеђини. Трака је црвене боје са шест уских плавих пруга. Минијатура је промјера 18.5 мм а трака 10.5x21.5 мм.
- Спомен-медаља 10 година ЈА
- Предња страна
- Задња страна

## 20 година ЈНА
Медаља је искована од легуре и посребрена. На лицу медаље приказан је војник са шлемом на глави и аутоматском пушком у рукама. Десном руком придржава кундак, а левом руком шаржер са муницијом. У позадини су приказани тенк, брод на таласима и авион у лету. Уз ивицу медаље, до војникове леве ноге су године 1941—1961. На натпис се надовезује стилизована ловорова гранчица. Уз ивицу медаље, до војникове десне ноге налази се друга ловорова гранчица. На наличју медаље је натпис у пет редова: ДВАДЕСЕТО / ГОДИШЊИЦА
/ ЈУГОСЛОВЕНСКЕ / НАРОДНЕ / АРМИЈЕ. У доњој половини медаље уз ивицу је полувенац од две ловорове гранчице. Медаља виси на троугластој траци плаве боје. Медаља је промера 36мм, а трака је широка 40 мм.
Минијатура Спомен-медаље 20. годишњице ЈНА (1986) израђена је од томбака и позлаћена. Изглед је идентичан као и код Спомен-медаље, али знатно умањен. Виси о четвороугој умањеној траци, причвршћеној на металну плочицу са иглом на полеђини. Трака је плаве боје, са шест уских црвених пруга. Минијатура је промера 18,5 мм, а трака 11x22 мм.
- Спомен-медаља 20 година ЈНА
- Предња страна
- Задња страна

## 30 година ЈНА
Медаља је искована од томбака и позлаћена. На лицу медаље је штит у којем је у два реда приказано седам потпуно стилизираних попрсја налик на силуете. У доњем реду три попрсја означавају основне родове војске — ваздухопловство, копнену војску и морнарицу (с лева на десно), а у горњем реду су четири силуете војника. Изнад штита су године 1941—1971. Уз ивицу медаље лево и десно од штита налазе се стилизоване ловорове гранчице. На наличју медаље је усправно положена стилизована ловорова гранчица, преко које је написан број 30. Десно од бројке је натпис у 11 редова написан на српскохрватском, македонском и словеначком језику: ГОДИНА / ЈУГОСЛОВЕНСКЕ / НАРОДНЕ / АРМИЈЕ /ГОДИНИ НА / ЈУГОСЛОВЕНСКАТА / НАРОДНА/ АРМИЈА / ЛЕТ / ЈУГОСЛОВАНСКЕ / ЉУДСКЕ / АРМАДЕ.
Медаља виси на троугластој траки љубичасте боје. Медаља је промера 35,5 мм. Трака је широка 41 мм.
Мијатура је израђена је од томбака и позлаћена. Идентична је Спомен-медаљи, али знатно умањена. Виси о четвороугластој умањеној траки, причвршћеној на металну плочицу с иглом на полеђини. Трака је љубичасте боје са шест уских жутих пруга. Минијатура је промера 18,5 мм, а трака 10х21 мм.
- Спомен-медаља 30 година ЈНА
- Предња страна
- Задња страна

## 40 година ЈНА
Медаља је искована од томбака и позлаћена. На лицу медаље приказано је попрсје Јосипа Броза Тита у маршалској униформи, у левом профилу. Уз леву и десну ивицу медаље налази се стилизована ловорова гранчица. На наличју медаље је стилизована петокрака звезда отворених завршетака кракова. Између кракова звезде су зраци у облику латиничног слова V. У звезди је латинични натпис у пет редова: 40. / ГОДИНА / ЈУГОСЛОВЕНСКЕ / НАРОДНЕ /АРМИЈЕ. Медаља виси на троугластој траци црвене боје са два пара плавих уских пруга са стране. Медаља је промера 36 мм, а трака је широка 35мм.
Минијатура Спомен-медаље  (1986) израђена је од томбака и позлаћена. Изглед је идентичан као и код Спомен-медаље али знатно умањен. Виси о четвороугластој умањеној траки, причвршћеној на металну плочицу с иглом на полеђини. Трака је црвене боје, са два пара уских плавих пруга са стране. Минијатура је промера 18,5 мм, а трака 11х21.5 мм.
- Спомен-медаља 40 година ЈНА
- Предња страна
- Задња страна

## 50 година ЈНА
- Спомен-медаља 50 година ЈНА
- Предња страна
- Задња страна

## 30 година победе над фашизмом
Поводом обележавања јубилеја тридесет година победе над фашизмом, Врховни командант оружаних снага СФРЈ маршал Јосип Броз Тито издао је 27. новембра 1975. Наредбу о установљењу спомен-медаље тридесетогодишњице победе над фашизмом, која је додељивана поводом Дана армије 22. децембра исте године.
Медаља је израђена од бакарне легуре (томбак-лима), пречника 35 мм, позлаћена и матирана. Трака медаље израђена је од маориране вишебојне свиле, у бојама југословенске заставе (плаво, бело и црвено), узастопно поређаних у седам редова, сложена у троугао димензије 4х48х48мм и постављена на алуминијску плочицу која чини са медаљоном целину. На реверсу траке налази се копча, израђена од полутврде жице. Предња страна медаљона приказује у централном делу руку са пушком, као симболом победе и буктињу, као симбол слободе. Ове симболе у кругу оивичава ловоров венац око кога су кружно постављене заставе шест југословенских република, симболизујући њихово јединство. На полеђини медаље исписан је текст у шест редова — 30 година победе над фашизмом 1945—1975.
- Спомен-медаља 30 година победе над фашизмом
- Предња страна
- Задња страна

## Траке спомен-медаља
| Траке спомен-медаља ЈНА | Траке спомен-медаља ЈНА | Траке спомен-медаља ЈНА | Траке спомен-медаља ЈНА | Траке спомен-медаља ЈНА | Траке спомен-медаља ЈНА       |
| ----------------------- | ----------------------- | ----------------------- | ----------------------- | ----------------------- | ----------------------------- |
|                         |                         |                         |                         |                         |                               |
| 10 година ЈА            | 20 година ЈНА           | 30 година ЈНА           | 40 година ЈНА           | 50 година ЈНА           | 30 година победе над фашизмом |